# Chlorocypha crocea
Chlorocypha crocea (лат.) — вид стрекоз из семейства Chlorocyphidae. Африка: Ангола. Рассматривается МСОП в статусе Вызывающие наименьшие опасения.

## Описание
Среднего размера металлически блестящие стрекозы. Основная среда обитания это водотоки, но возможно и более крупные ручьи, в открытых ландшафтах. Часто с песчаным и/или мягким (типа илистого), но возможно и гравийным дном и, вероятно, с погруженными корнями и грубым детритом. Встречаются на высотах от 1300 до 1800 м над уровнем моря.